# بریستول تسوس
بریستول تسوس (به انگلیسی: Bristol Theseus) یک موتور هواگرد ساختِ کارخانهٔ بریستول سیدلی در کشور بریتانیا است.